# Liste der Stolpersteine in Magdeburg-Brückfeld
Die Liste der Stolpersteine in Magdeburg-Brückfeld enthält die Stolpersteine im Magdeburger Stadtteil Brückfeld, die an das Schicksal der Menschen erinnern, die im Nationalsozialismus ermordet, deportiert, vertrieben oder in den Suizid getrieben wurden. Sie ist nach Nachnamen sortiert und listet Namen, Standorte. Die Tabelle erfasst insgesamt 10 Stolpersteine und ist teilweise sortierbar; die Grundsortierung erfolgt alphabetisch nach dem Familiennamen.
| Bild                     | Inschrift | Name                     | Ort                                                                           | Verlegedatum  | Anmerkungen                                                                        |
| ------------------------ | --- | ------------------------ | ----------------------------------------------------------------------------- | ------------- | ---------------------------------------------------------------------------------- |
| Rosenthal, Alfred Karl   | HIER WOHNTE ALFRED ROSENTHAL JG. 1920 DEPORTIERT 1942 GHETTO WARSCHAU ERMORDET 1942 IN TREBLINKA                                       | Rosenthal, Alfred Karl   | Jerichower Straße 36 (Karte)                                                  | 25. Okt. 2011 | Biografie: Rosenthal_Otto_Jakob_seine_Kinder_und_seine_Enkelin.PDF (PDF; 205,6 kB) |
| Rosenthal, Anneliese     | HIER WOHNTE ANNELIESE ROSENTHAL JG. 1919 VERHAFTET 1941 RASSENSCHANDE RAVENSBRÜCK VERLEGT 1942 HEILANSTALT BERNBURG ERMORDET 29.5.1942 | Rosenthal, Anneliese     | Jerichower Straße 36 (Karte)                                                  | 25. Okt. 2011 | Biografie: Rosenthal_Otto_Jakob_seine_Kinder_und_seine_Enkelin.PDF (PDF; 205,6 kB) |
| Rosenthal, Else          | HIER WOHNTE ELSE ROSENTHAL JG. 1922 DEPORTIERT 1942 GHETTO WARSCHAU ERMORDET 1942 IN TREBLINKA                                         | Rosenthal, Else          | Jerichower Straße 36 (Karte)                                                  | 25. Okt. 2011 | Biografie: Rosenthal_Otto_Jakob_seine_Kinder_und_seine_Enkelin.PDF (PDF; 205,6 kB) |
| Rosenthal, Gerda         | HIER WOHNTE GERDA ROSENTHAL JG. 1928 DEPORTIERT 1942 GHETTO WARSCHAU ERMORDET 1942 IN TREBLINKA                                        | Rosenthal, Gerda         | Jerichower Straße 36 (Karte)                                                  | 25. Okt. 2011 | Biografie: Rosenthal_Otto_Jakob_seine_Kinder_und_seine_Enkelin.PDF (PDF; 205,6 kB) |
| Rosenthal, Gerhard Oskar | HIER WOHNTE GERHARD ROSENTHAL JG. 1926 DEPORTIERT 1942 GHETTO WARSCHAU ERMORDET 1942 IN TREBLINKA                                      | Rosenthal, Gerhard Oskar | Jerichower Straße 36 (Karte)                                                  | 25. Okt. 2011 | Biografie: Rosenthal_Otto_Jakob_seine_Kinder_und_seine_Enkelin.PDF (PDF; 205,6 kB) |
| Rosenthal, Gittel        | HIER WOHNTE GITTEL ROSENTHAL JG. 1940 DEPORTIERT 1942 GHETTO WARSCHAU ERMORDET 1942 IN TREBLINKA                                       | Rosenthal, Gittel        | Jerichower Straße 36 (Karte)                                                  | 25. Okt. 2011 | Biografie: Rosenthal_Otto_Jakob_seine_Kinder_und_seine_Enkelin.PDF (PDF; 205,6 kB) |
| Rosenthal, Hans          | HIER WOHNTE HANS ROSENTHAL JG. 1915 DEPORTIERT 1942 GHETTO WARSCHAU ERMORDET 1942 IN TREBLINKA                                         | Rosenthal, Hans          | Jerichower Straße 36 (Karte)                                                  | 25. Okt. 2011 | Biografie: Rosenthal_Otto_Jakob_seine_Kinder_und_seine_Enkelin.PDF (PDF; 205,6 kB) |
| Rosenthal, Inge          | HIER WOHNTE INGE ROSENTHAL JG. 1930 DEPORTIERT 1942 GHETTO WARSCHAU ERMORDET 1942 IN TREBLINKA                                         | Rosenthal, Inge          | Jerichower Straße 36 (Karte)                                                  | 25. Okt. 2011 | Biografie: Rosenthal_Otto_Jakob_seine_Kinder_und_seine_Enkelin.PDF (PDF; 205,6 kB) |
| Rosenthal, Irma          | HIER WOHNTE IRMA ROSENTHAL JG. 1924 DEPORTIERT 1942 GHETTO WARSCHAU ERMORDET 1942 IN TREBLINKA                                         | Rosenthal, Irma          | Jerichower Straße 36 (Karte)                                                  | 25. Okt. 2011 | Biografie: Rosenthal_Otto_Jakob_seine_Kinder_und_seine_Enkelin.PDF (PDF; 205,6 kB) |
| Rosenthal, Otto Jakob    | HIER WOHNTE OTTO JAKOB ROSENTHAL JG. 1878 DEPORTIERT 1942 GHETTO WARSCHAU ERMORDET 1942 IN TREBLINKA                                   | Rosenthal, Otto Jakob    | Jerichower Straße 36 (Karte)                                                  | 25. Okt. 2011 | Biografie: Rosenthal_Otto_Jakob_seine_Kinder_und_seine_Enkelin.PDF (PDF; 205,6 kB) |
| Sieradzki, Ruchla Laja   | HIER WOHNTE RUCHLA LAJA SIERADZKI GEB. KORPEL JG. 1896 DEPORTIERT 1942 AUSCHWITZ ERMORDET                                              | Sieradzki, Ruchla Laja   | nahe Haltestelle Heumarkt Nordseite Fußgängerampel Kaiser-Otto-Brücke (Karte) | 8. Aug. 2024  | Biografie: Sieradzki_Ruchla_und_Tochter.PDF (PDF; 570 kB)                          |
| Sieradzki, Senta         | HIER WOHNTE SENTA SIERADZKI JG. 1924 KINDERTRANSPORT 1939 ENGLAND                                                                      | Sieradzki, Senta         | nahe Haltestelle Heumarkt Nordseite Fußgängerampel Kaiser-Otto-Brücke (Karte) | 8. Aug. 2024  | Biografie: Sieradzki_Ruchla_und_Tochter.PDF (PDF; 570 kB)                          |